# Simon Lucas
Simon Lucas (Londres, 1766– Trípoli, 1801) fue un diplomático y explorador inglés, miembro de la Asociación Africana.

## Biografía

### Primeros años
Hijo de un vinatero londinense, fue enviado a Cádiz siendo aún joven, para formarse en el comercio. En el viaje de regreso a Inglaterra fue capturado por los corsarios de Salé y esclavizado en Marruecos.
Después de tres años de cautiverio, vivió en Gibraltar y fue enviado a Marruecos como vicecónsul. Permaneció en el país norteafricano durante dieciséis años. En 1785 Lucas regresó a Inglaterra y fue nombrado intérprete oriental en la corte. 

### Exploración por África
Realizó un viaje por África para la Asociación para la Promoción de la Exploración Africana. Salió de Inglaterra en agosto de 1788 con la intención de cruzar el desierto desde Trípoli hasta Fezzan. El plan era recopilar información y regresar vía Gambia o la costa de Guinea.
En octubre de 1788, desembarcó en Trípoli pero una revuelta en la ruta prevista retrasó su viaje. Lucas consiguió un salvoconducto y en febrero de 1789 partió en compañía de otras dieciocho personas. Llegaron a las ruinas de Lebida y, una semana después, a Misrata. Las condiciones adversas hicieron que el viaje planeado tuviera que ser reducido. Obtuvo información intercambiando una copia de un mapa de África por relatos de Fezzan, el reino de Bornu y Nigritia.

### Muerte
Lucas regresó a Inglaterra en julio de 1789. Fue sucedido en su puesto en la Asociación Africana por Daniel Houghton y se convirtió en cónsul en Trípoli en 1793. Falleció allí ocho años después.

## Obras
El relato de Lucas sobre África fue publicado por la Asociación Africana en sus Reports. 